# كيلي علي
كيلي علي (بالإنجليزية: Kelli Ali)‏ هي مغنية وموسيقية وعازفة قيثارة بريطانية، ولدت في 30 يونيو 1974 في برمنغهام في المملكة المتحدة.

## وصلات خارجية
- الموقع الرسمي
- كيلي علي على موقع IMDb (الإنجليزية)
- كيلي علي على موقع ميوزك برينز (الإنجليزية)
- كيلي علي على موقع ميوزك برينز (الإنجليزية)
- كيلي علي على موقع أول ميوزيك (الإنجليزية)
- كيلي علي على موقع أول ميوزيك (الإنجليزية)
- كيلي علي على موقع ديسكوغز (الإنجليزية)
- كيلي علي على موقع ديسكوغز (الإنجليزية)